# Hoklo

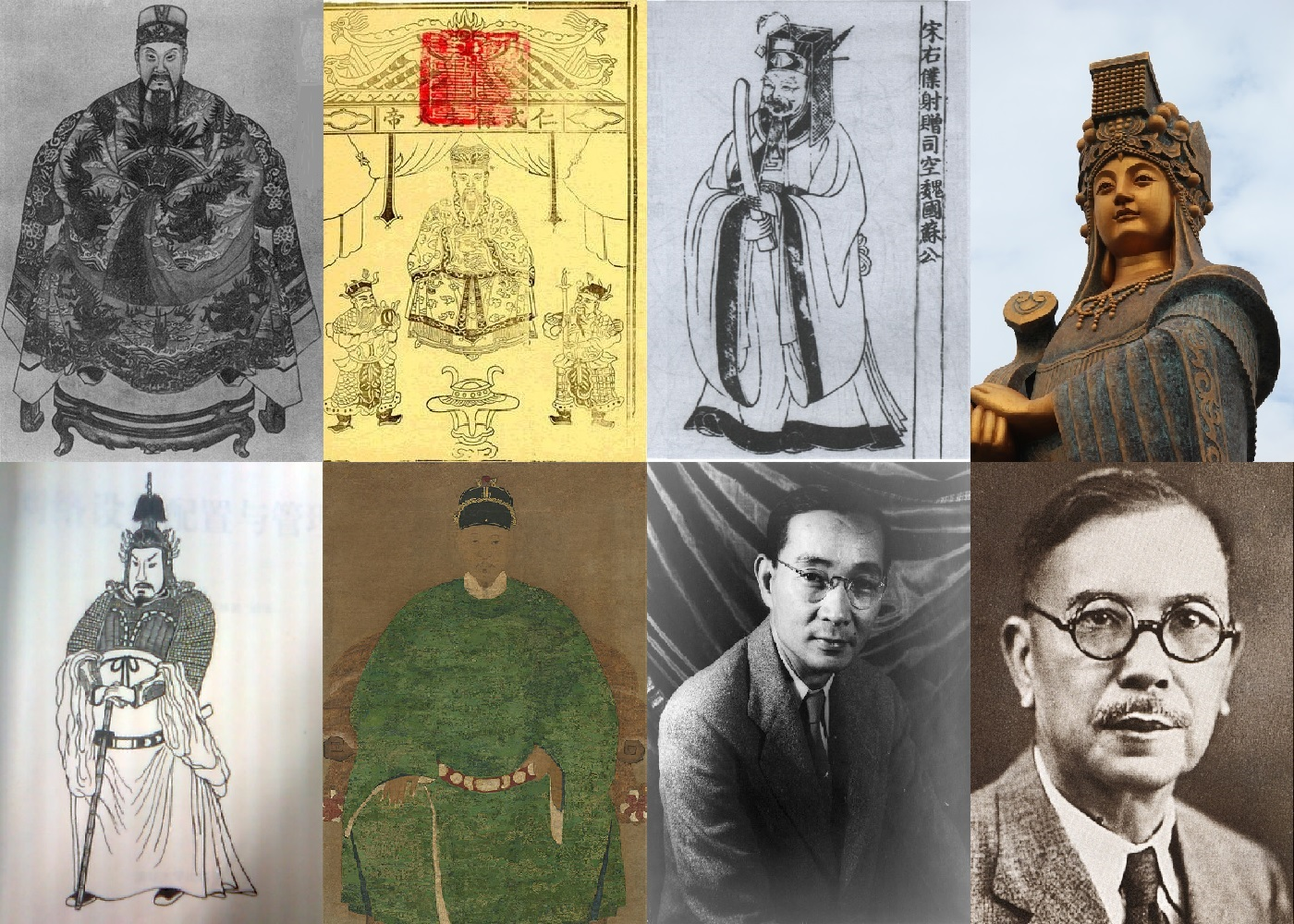
Bekannte Hoklo, jeweils vlnr:
Tan Goan-kong, Baosheng Dadi, Su Song, Mazu;
Yu Dayou, Zheng Chenggong, Lin Yutang, Tan Kah Kee.

Hoklo (Hok-ló), auch: Holo (Hō-ló) bezeichnet Chinesen, deren Muttersprache Hokkien ist, ein Dialekt des Min Nan (Südliches Min-Chinesisch), der aus dem Süden der Provinz Fujian stammt. Die Mehrheit der Taiwaner sind Hoklo; ihre Muttersprache nennt man Taiwanisch.
Im weiteren Sinne bezeichnet „Hoklo“ auch Chinesen, die andere Min-Nan-Dialekte sprechen. Sie leben hauptsächlich in Fujian, Guangdong sowie auf den Inseln Hainan und Taiwan.

## Volksgruppe auf Taiwan
Hoklo stellen mit 70 % der Bevölkerung die größte Gruppe der Taiwaner dar. Die andere große Gruppe sind die Hakka mit 14 % der Bevölkerung. Beide Gruppen sind Nachfahren aus Einwanderungswellen vom Festland im 17. Jahrhundert (Benshengren).